# Sedm římských pahorků

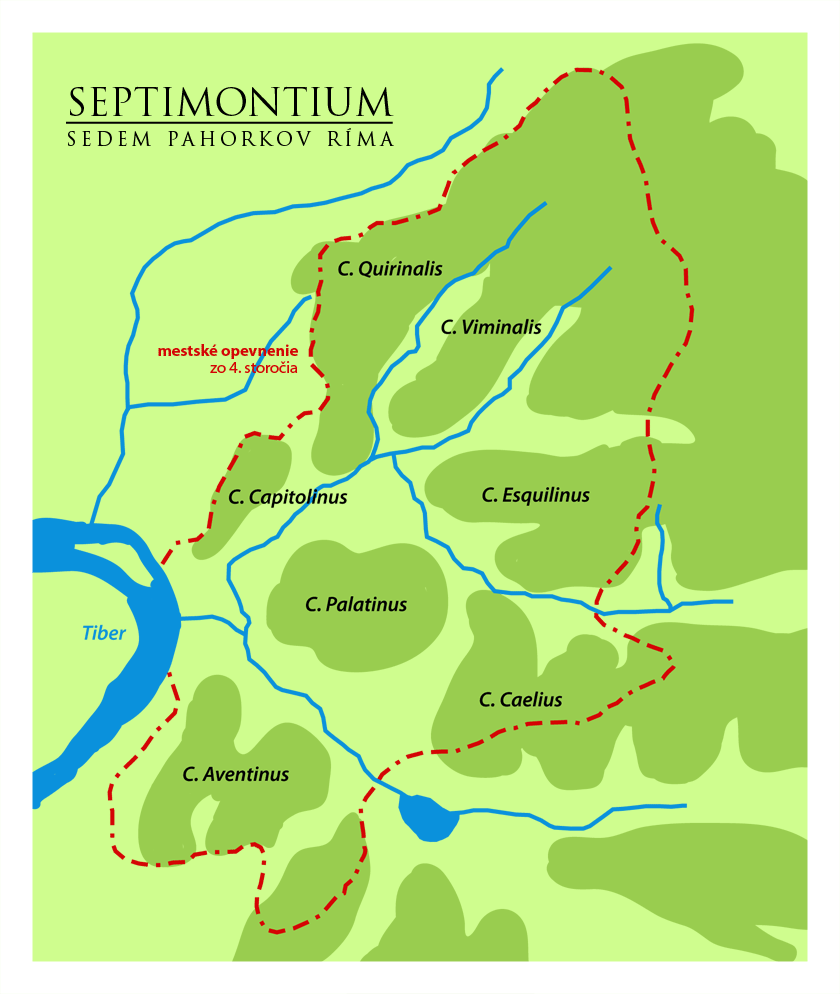
Sedm pahorků Říma. Je zakreslena i Serviova hradba (4. st. př. n. l.)

Sedm římských pahorků, též Sedm pahorků římských, Sedmero římských pahorků, Sedm pahorků Říma apod., lat. Septimontium (z lat. septem – sedm, mons - vrch, pahorek, kopec) je nejstarší historické území města Říma na východ od řeky Tibery. Ve 4. století př. n. l. bylo toto území obehnáno Serviovou hradbou. Pahorky jsou součástí římské mytologie, náboženství a politiky.
Některé z pahorků jsou rozděleny na oblasti nebo vyvýšeniny, které také mají své názvy.
1. Aventin, lat. Collis Aventinus
2. Kapitol, ital. Campidoglio, lat. Collis Capitolinus nebo Capitolinus Mons
3. Caelius, lat. Collis Caelius
4. Esquilin, lat. Collis Esquilinus, s dvěma výběžky
  - Oppius Mons na jihu
  - Cispius na severu
5. Palatin, lat. Collis Palatinus, se dvěma vrcholy
  - Palatium
  - Cermalus
6. Kvirinál, lat. Collis Quirinalis, z jihu na sever se skládá z vyvýšenin zvaných latinsky
  - Collis Latiaris
  - Collis Mucialis
  - Collis Salutaris
  - Collis Quirinalis, který dal jméne celé soustavě
7. Viminál, lat. Collis Viminalis

Na západním břehu Tibery se nacházejí neméně známé pahorky, které se však nepočítají mezi sedm pahorků Říma:
- Vaticano, lat. Collis Vaticanus nebo Vaticanus Mons
- Janiculus, lat. Ianiculum nebo Janiculus Mons

Nepočítá se mezi ně ani
- Pincio, lat. Mons Pincius zvaný ve starověku také Collis Hortorum na sever od Kvirinálu

O založení Říma hovoří legenda o sedmi pahorcích a sedmi králích jakož i pověst, že Řím založil Romulus přímo na pahorku Palatinus. V antickém Římě se 11. prosince slavil svátek Septimontium, který připomínal přičlenění sedmého pahorku k městu.